# Kaze no Klonoa: Moonlight Museum
Kaze no Klonoa: Moonlight Museum (яп. 風のクロノア ムーンライトミュージアム, англ. Klonoa: Moonlight Museum, Kaze no Kuronoa Muunraito Myuujiamu, Klonoa of the Wind: Moonlight Museum, рус. Клоноа: Музей лунного света) — видеоигра в жанре платформера, разработанная Namco и выпущенная компанией Bandai для портативной приставки WonderSwan в Японии в 1999 году. Игра является приквелом к Klonoa: Door to Phantomile.

## Сюжет
Клоноа и его друг Хьюпей гуляли под звёздами доброй ночью, как вдруг они сталкиваются с молодой плачущей девушкой, которая говорит им, что Луну разделили на фрагменты и украли какая-та таинственным Группа художников, которые проживают в близлежащем музее Лунного света. Клоноа и Хьюпей решили ей помочь, они спешат в музей, и как только они заходят внутрь, их встречает художник по имени Пику, который заманил их в ловушку в внутри его картин. Клоноа и Хьюпей должны преодалеть пять миров в самом Музее, остановить Пику и восстановить Луну на небе.

## Геймплей
Для атаки на врагов используется специальное кольцо, которое может захватить врага в пузырь.
Клоноа может бросить врага вперед, кинуть его в другого врага, или совершить двойной прыжок, позволив ему добраться до мест, которое ему недоступны.
Удерживая кнопку прыжка после того, как Клоноа оторвался от земли, он машет ушами и может парить в воздухе на короткое время, что увеличивает высоту прыжков.
Уровень заканчивается, когда Клоноа находит выход к следующему этапу после сбора трех звезд на уровне. Другие предметы, как кристаллы и сердца могут быть собраны. Предметы, напоминающие шляпу Клоноа также скрыты на уровне. Сердца увеличивают здоровье Клоноа. Сама игра разделена на пять миров, каждый из которых разделен на шесть уровней, названных «видениями». В конце каждого уровня Клоноа должен найти дверь. Её можно открыть, собрав все 3 звезды в уровне.
Есть также 30 кристаллов (или «камни мечты»). Собирав их, можно закончить часть картины, показанной в конце уровня (одна картина за мир).
Кроме того, Клоноа может также найти сердца, которые могут пополнить его здоровье.
В этой игре нет боссов.

## Разработка
Kaze no Klonoa: Moonlight Museum была впервые анонсирована за месяц до её выпуска — в апреле 1999 года, в качестве побочного материала к оригинальной Klonoa: Door to Phantomile для PlayStation. Игра была в разработке одновременно с Klonoa 2: Lunatea’s Veil для PlayStation 2 с постановкой обеих игр во главе с Хидэо Ёсидзавой. В то время как команда Klonoa 2 больше ориентировалась на «действие», экипажу Moonlight Museum было поручено сосредоточиться на аспекте «головоломки», которая будет продолжаться для последующих карманных игр в серии.
Выпуск состоялся 20 мая 1999 года только в Японии. С 11 ноября того же года игра продавалась в комплекте с WonderSwan цвета «синий скелет».

## Отзывы
| Иноязычные издания | Иноязычные издания |
| Издание            | Оценка             |
| ------------------ | ------------------ |
| IGN                | 6/10               |
| Defunct Games      | C+                 |
| Mega Fun           | 75/100             |

Kaze no Klonoa: Moonlight Museum вошла в японские торговые карты в качестве 10-й бестселлера во время дебюта недели. В обзоре импортной версии в 2000 году Колин Уильямсон (IGN) дал игре оценку в 6 баллов из 10 возможных и высказал мнение о приставке WonderSwan.